# Neckarbischofsheim
Neckarbischofsheim ist eine Kleinstadt im Rhein-Neckar-Kreis in Baden-Württemberg. Sie gehört zur europäischen Metropolregion Rhein-Neckar (bis 20. Mai 2003 Region Unterer Neckar und bis 31. Dezember 2005 Region Rhein-Neckar-Odenwald).

## Geographie

### Geographische Lage
Neckarbischofsheim liegt im Tal des Krebsbachs kurz vor dessen Einmündung in den Schwarzbach im Übergangsgebiet von Kraichgau zu Kleinem Odenwald im nördlichen Baden-Württemberg, jeweils rund 25 km südöstlich von Heidelberg und nordwestlich von Heilbronn. Die Gemarkung liegt auf einer Höhe von 166 bis 298 Metern über NN. Die Gemeinde ist Teil der Tourismusregion Brunnenregion, der Erlebnisregion Sinsheim und des Naturparks Neckartal-Odenwald.

### Stadtgliederung
Zur Stadt Neckarbischofsheim gehören die Ortsteile Untergimpern (seit 1971) und auch das 1712 gegründete und bis 1951 nur teilweise von Neckarbischofsheim verwaltete Dorf Helmhof, der Weiler Heidäcker, die Orte Helmhofer Forsthäuser, Kryxenberghof, Wohnsiedlung am Bundesbahnhof und Wohnsiedlung am Kalkwerk und das Haus Pulvermühle. Darüber hinaus befinden sich dort die Wüstungen Christlingen, Hinter- und Vorderschendlingen.

## Geschichte

### Frühe Besiedlung und erste Erwähnung 988
Verschiedene Kleinfunde im Krebsbachtal lassen innerhalb der heutigen Stadtgrenzen auf eine fast 2000 Jahre alte Besiedlung vermutlich römischen Ursprungs schließen. Aus fränkischer Siedlungszeit um 500 n. Chr. sind Gräberfelder im benachbarten Bargen erhalten.
Im Jahr 988 wird der Ort erstmals urkundlich erwähnt: König Otto III. verlieh dem Bischof von Worms in der Wildbannurkunde das Fischerei- und Jagdrecht in Biscovesheim. Im Jahr 1223 schenkte König Heinrich VII. den nahegelegenen Großen Forst (heute: Stadtforst) der Stadt Wimpfen, die diesen bis heute bewirtschaftet. Die Ortsherren hatten den Ort zu Kaiserlichem oder zu Wormser Lehen.

### Reichsritterschaftliche Stadt Bischofsheim

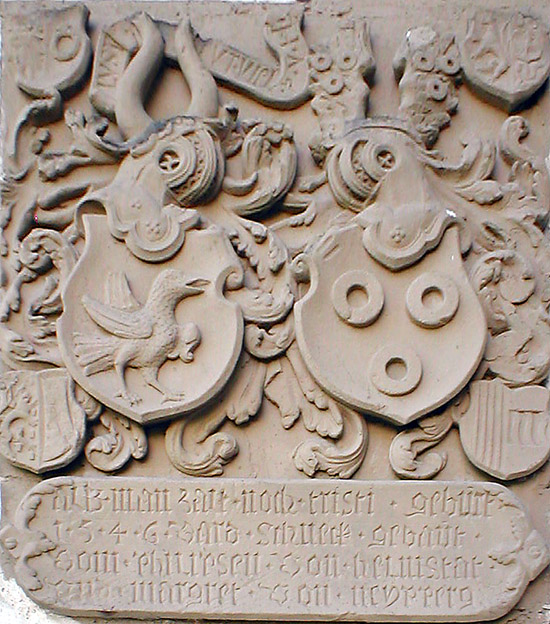
Wappen derer von Helmstatt (links) und derer von Neipperg (rechts) am Alten Schloss Neckarbischofsheim

Im Hochmittelalter hatten die Herren von Helmstatt die Ortsherrschaft. Ihr Wappen (Schild mit Rabenfigur bekrönt von einem Helm mit Büffelhörnern) ist an zahlreichen Bauten erhalten. Diether von Helmstatt erhielt die Burg in Neckarbischofsheim von Rudolf von Habsburg als Reichslehen. Raban I. von Helmstatt († 1334) hatte den Ort bereits als Wormser Lehen inne und gilt als Stammvater von Bischofsheim. Die Helmstatt tauschten mit dem Bistum Worms um 1330 das Patronatsrecht der Johanneskirche (heutige Totenkirche) gegen Besitz in Grombach und den Oberbiegelhof ein. Am 24. Juni 1378 erwarb Weiprecht I. (genannt Wiprecht der Alte) von Helmstatt für 5000 Gulden von seinem Bruder Raban III. dessen „Theil an Burg und Stadt zu Bischofsheim“. Im erhaltenen Kaufbrief wurde Bischofsheim erstmals urkundlich als „Stadt“ erwähnt, bei deren Befestigung der Krebsbach umgeleitet worden war und als Stadtgraben die mittelalterliche Stadt mit Johanneskirche (13. Jahrhundert), Rathaus, Zehntscheune und Backhaus (erwähnt um 1380), Marienkapelle (1386) und Alexanderschloss (nach 1420) umfloss. Durch die Erweiterung der Stadt im späten 15. Jahrhundert, von der noch der Hohe Turm als Wehrturm zeugt, entstand die sogenannte Hinterstadt. Im frühen 15. Jahrhundert wurde von den Ortsherren außerdem ein Rat aus zwölf Bürgern und zwölf Schöffen zugelassen, der die Interessen der Bischofsheimer gegenüber der Ortsherrschaft vertrat.

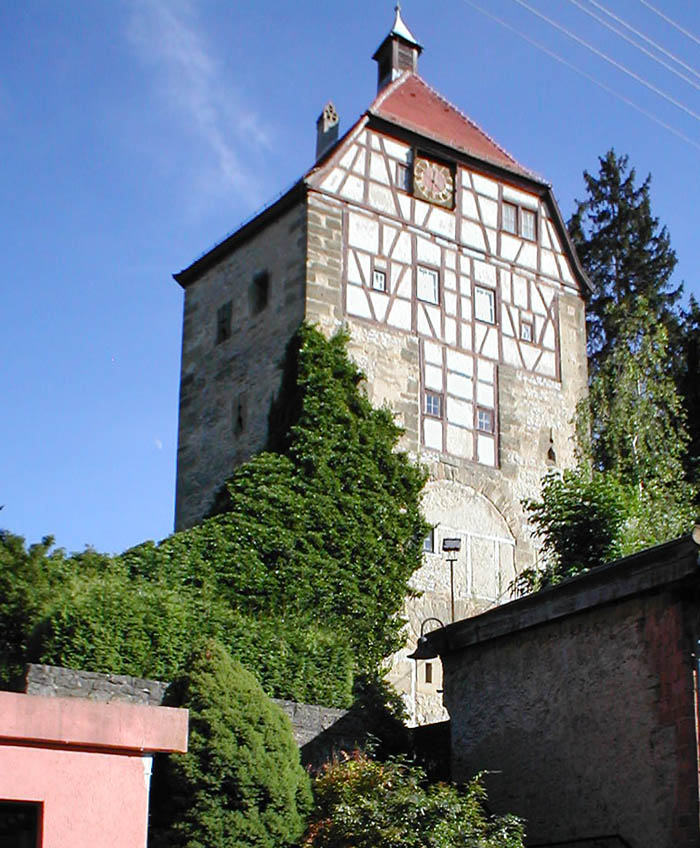
Der fünfeckige Hohe Turm aus dem Jahr 1448

Im Bauernkrieg 1525 kam es auch zu Unruhen in und um Bischofsheim, obwohl 1524 die Ortsherren Philipp Jakob, Alexander und Philipp den Einwohnern bereits vertraglich Zugeständnisse gemacht hatten. Nach der Niederschlagung der Unruhen im Kraichgau wurde in Bischofsheim daraufhin am 28. Juni 1525 der Vertrag von 1524 für nichtig erklärt und der bereits über hundert Jahre eingesetzte Rat der Vierundzwanzig aufgelöst.
Bereits 1517 war mit Nikolaus Renneysen ein protestantisch gesinnter Prediger am Ort. 1525 oder 1526 wurde vermutlich durch Alexander und Philipp von Helmstatt eine neue Kirchenordnung erlassen, die die Reformation des Ortes einleitete, etwa zur selben Zeit wurde auch eine Lateinschule in der Stadt gegründet.
Ein bedeutendes Ereignis für den Ort war die Helmstattsche Erbteilung von 1543, die Johann von Helmstatt mit Besitz in Bischofsheim begünstigte. Dessen Schwiegervater Philipp von Helmstatt aus dem Grumbacher Ast der damals weit verzweigten Herrenfamilie ließ das Alte Schloss zur Residenz umbauen. Gleichzeitig erfolgte ein Ausbau der Marienkapelle und damit der Vorgriff auf deren Erhebung zur Stadtkirche. 1560 wurde dann durch die überarbeitete Kirchenordnung des Philipp von Helmstatt die Reformation des Ortes förmlich vollzogen.
Der Haupterwerb in der Stadt lag im 16. Jahrhundert in der Landwirtschaft, außerdem waren alle wichtigen Handwerker zur Deckung des Bedarfs vorhanden, zum Beispiel Maurer, Steinmetze, Schmied, Schreiner, Schneider. Am Ort bestanden drei Mühlen, später noch ein Sägewerk. 1561 wird die Ziegelhütte erstmals erwähnt, in der Ziegel gebrannt wurden. Da Bischofsheim auch Fluchtort der umliegenden Dörfer war, sollen in der Zeit vom 15. bis zum 17. Jahrhundert oft über 2000 Personen in Bischofsheim gelebt haben. 1574 und 1575 wütete die Pest in der Stadt. Im frühen 17. Jahrhundert wurde die Marienkapelle zur Stadtkirche St. Salvator ausgebaut.

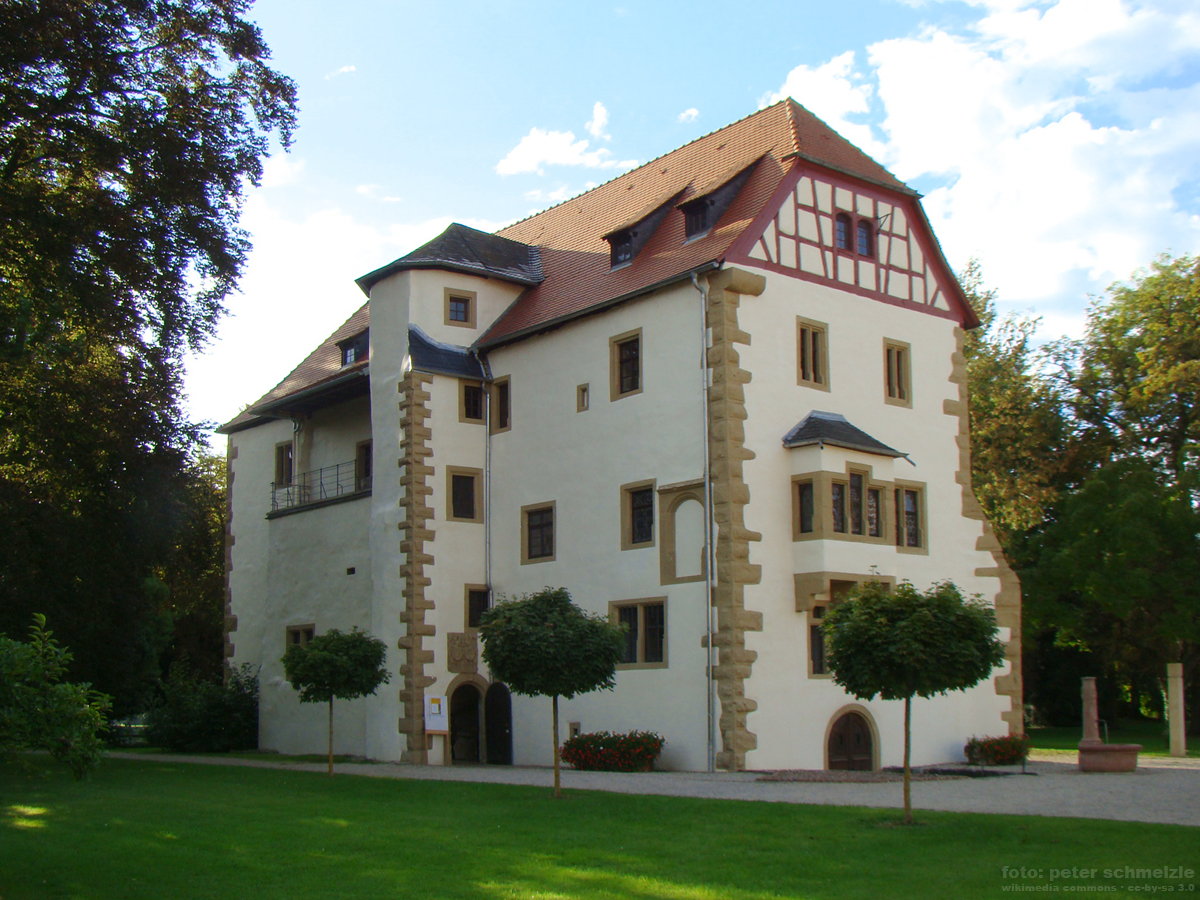
Das Alte Schloss geht auf die mittelalterliche Burg zurück

Während des Dreißigjährigen Kriegs hatte Tilly vom 6. März bis 4. April 1622 sein Hauptquartier im Steinernen Haus und begann hier mit den Vorbereitungen zur Belagerung Heidelbergs. Tilly flüchtete jedoch, nachdem am 3. April 1622 Pfälzer Truppen von Osten nach Bischofsheim vordrangen. 1634 überfielen kaiserliche Reiter, 1638 belagerten die Kroaten und 1645 die Franzosen die Stadt, die auch an Hungersnöten und erneut an der Pest zu leiden hatte. Während des Krieges waren Flüchtlinge aus den umliegenden unbefestigten Dörfern, speziell aus Untergimpern, im Alexanderschloss einquartiert. Aus den letzten Jahrzehnten des 17. Jahrhunderts sind zahlreiche Einquartierungen und Todesfälle im Zusammenhang mit den Franzoseneinfällen bezeugt. Nach der Zerstörung von Sinsheim 1689 fanden auch viele Sinsheimer Zuflucht in Bischofsheim.
Um 1712 entstand die nahe Helmhof-Siedlung zwischen Bischofsheim und Untergimpern im Krebsbachtal, die sich teils auf Bischofsheimer Gemarkung und teils im Wimpfener Forst ausdehnte und deren Siedler auf Bischofsheimer Seite gegen Fronleistungen zwar nicht zu Bürgern, aber zu „Schutzverwandten“ wurden. Im 18. Jahrhundert wuchs Bischofsheim über die Grenzen der mittelalterlichen Befestigung hinaus. Die Stadtgräben versumpften und fielen trocken, die Stadtmauern und zuletzt 1826 auch die bis dahin erhaltenen mittelalterlichen Stadttore wurden abgerissen.

### Badische Amtsstadt Neckarbischofsheim nach 1806

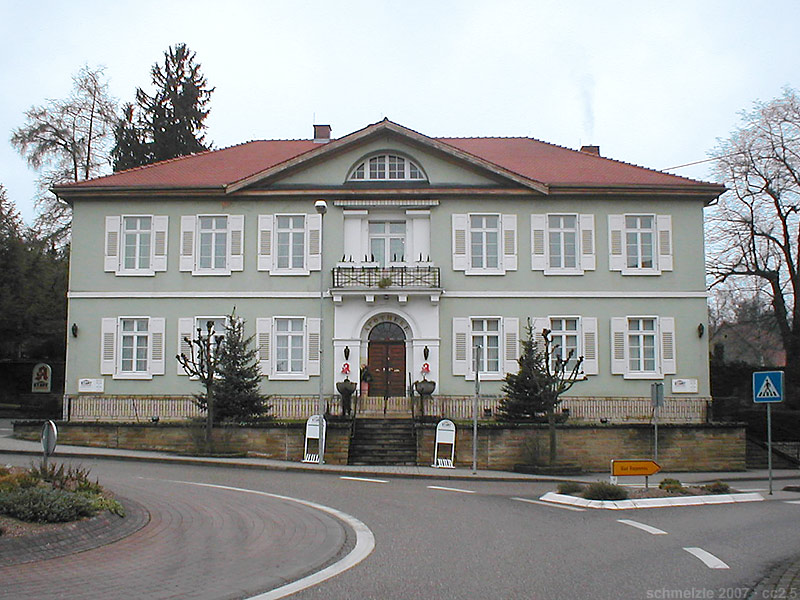
Der ehemalige Sitz des Bezirksamts ist heute eine Apotheke

1806 wurden infolge des Reichsdeputationshauptschlusses nach den napoleonischen Kriegen die Reichsritter mediatisiert und Bischofsheim kam an das Großherzogtum Baden, woraufhin der Name der Stadt in „Neckarbischofsheim“ geändert wurde, weil es innerhalb des Großherzogtums noch zwei weitere Orte mit dem Namen Bischofsheim gegeben hatte: Tauberbischofsheim und Rheinbischofsheim. Neckarbischofsheim führt den Neckar im Namen, obwohl dieser rund 15 km entfernt fließt.
In Baden kam Neckarbischofsheim 1807 zunächst zum Oberamt Waibstadt und wurde 1810 Sitz des Bezirksamtes Neckarbischofsheim. Die Stadt wuchs als beliebter Zuzugsort bis 1860 auf rund 2000 Einwohner, wobei im gleichen Zeitraum auch rund 260 Einwohner zumeist nach Amerika auswanderten. In der ersten Hälfte des 19. Jahrhunderts wurden Bezirksamtsgebäude (1825), Forsthaus, neues Schloss (1829), neues Rathaus (1843) und Schulgebäude am Marktplatz (1850) errichtet. Das bürgerliche Vereinswesen in Bischofsheim begründete 1830 die Rittergesellschaft, die sich an den Bräuchen studentischer Verbindungen orientierte. Zentrale Bedeutung hatte der gemeinschaftliche Bierkonsum. Entzog man sich den Turnierabenden genannten Pflichtgelagen, wurden zur Strafe die Fensterscheiben eingeworfen. Der ab 23. Februar 1835 Kasinogesellschaft genannte Verein gab später finanzielle Unterstützung für die Gründung von Gesangvereinen und einer Bibliothek.

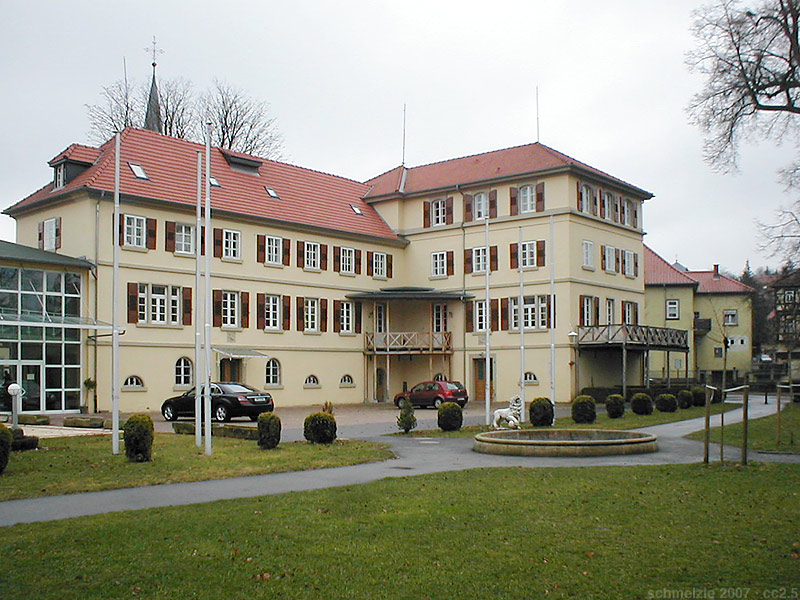
Das Neue Schloss wurde 1829 erbaut

Nach zwei Missernten 1846 und 1847 nahmen die Badischen Agrarunruhen in Neckarbischofsheim ihren Anfang, die zu den Ursprüngen der Revolution von 1848 gezählt werden. Am 3. März 1848 und an den Folgetagen kam es wiederholt zu Ausschreitungen aufgebrachter Bauern gegen wohlhabende Bischofsheimer Juden, die zu dieser Zeit gerade eine Synagoge in der Stadt errichteten.
Der große Brand von Neckarbischofsheim in der Nacht vom 2. zum 3. November 1859 zerstörte das gesamte südwestliche Drittel der Stadt (46 Wohnhäuser und 42 Nebengebäude brannten ab). Durch den Brand wurden über 300 Einwohner vorübergehend obdachlos. Der Wiederaufbau schritt rasch voran, hat in Einzelfällen dennoch vermutlich Jahre gedauert. Da die Brandschäden so großflächig waren, folgte der Wiederaufbau nicht den alten Grundstücksgrenzen und Straßenverläufen, sondern wurden die Grundstücke neu parzelliert und Straßen wie der südliche Teil der Hauptstraße, die Bergstraße oder die Untere Mühlbachgasse begradigt bzw. neu angelegt.

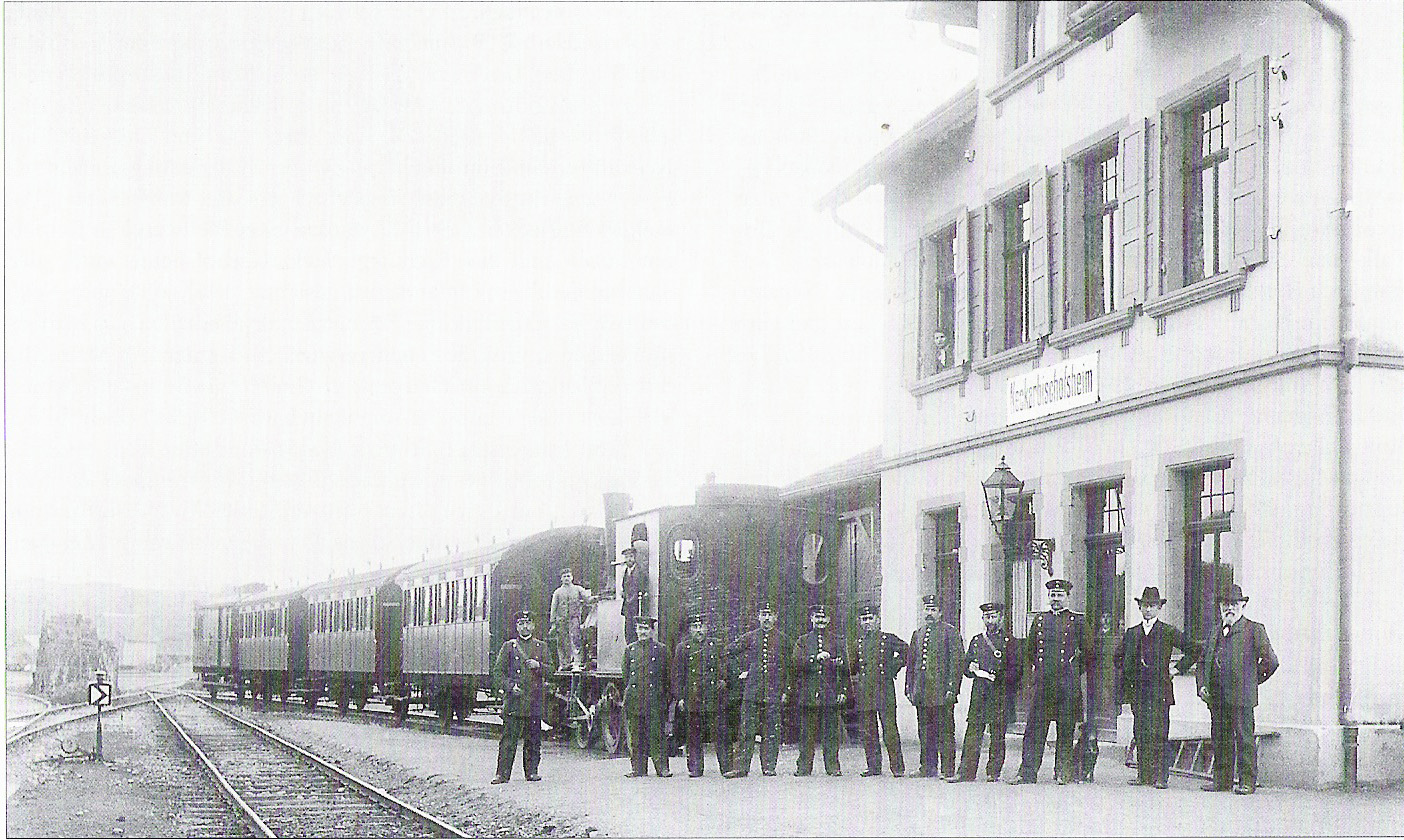
Bahnhof Neckarbischofsheim 1905

1864 wurde das Bezirksamt Neckarbischofsheim aufgelöst, und Neckarbischofsheim kam zum erweiterten Bezirksamt Sinsheim, aus dem 1939 der Landkreis Sinsheim hervorging. Eine gewisse Industrialisierung der Stadt setzte mit dem Bau der nahen, 1862 eröffneten Badischen Odenwaldbahn ein, deren Brunnen von einer Neckarbischofsheimer Firma gewartet wurden. 1879 wurde eine Druckerei gegründet, die Schmiede der Familie Zuck wurde zum Fahrzeugbau-Unternehmen, es gab später auch Kalkwerk, Zigarren- und Goldfabrik. Eine Flurbereinigung schuf 1870–1880 bessere Voraussetzungen für die Landwirtschaft, indem die starke Parzellierung der Felder beseitigt und die etwa 29.000 Parzellen neu auf 9.000 Parzellen verteilt wurden. 1885 wurde auf Veranlassung von Bürgermeister Neuwirth ein Verein zur Hebung der Stadt begründet. Dieser spätere „Verschönerungsverein“ legte Fußwege an, stiftete Parkbänke und pflanzte Bäume, da man sich Hoffnungen auf eine Erhebung zum Kurort machte.
1900–1902 wurde die Nebenbahn Neckarbischofsheim-Hüffenhardt eröffnet und ein Krankenhaus erbaut. 1906 wurde die Sanitätskolonne Neckarbischofsheim gegründet, aus der der heutige Ortsverein des Deutschen Roten Kreuzes hervorging. Die Stadt hatte eine rege wirtschaftliche Entwicklung, es gab zahlreiche mittelständische Firmengründungen. Und die Motorisierung verdrängte rasch traditionelle Berufe.

### Zeit des Nationalsozialismus und Zweiten Weltkriegs

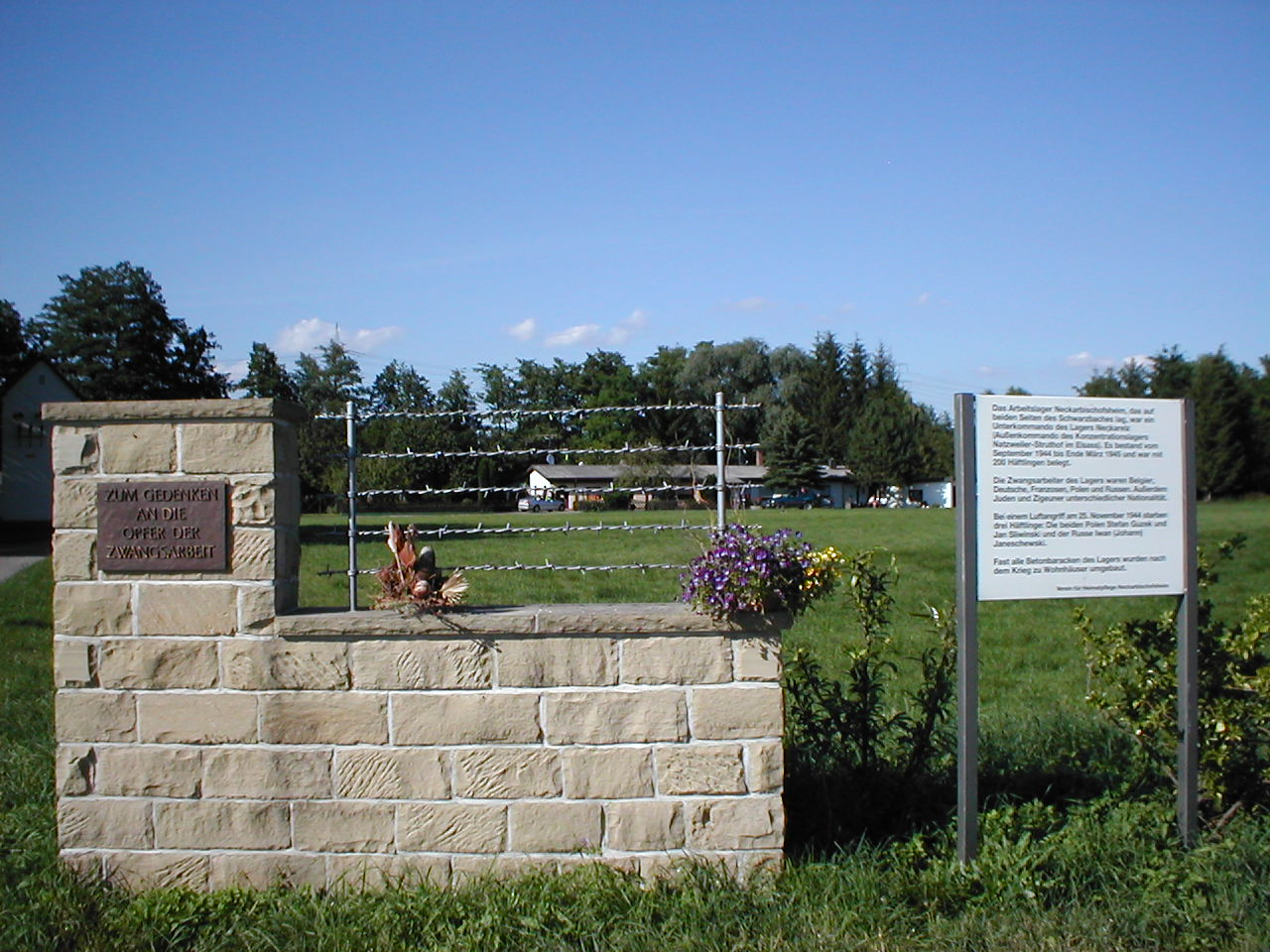
Gedenkstätte Schwarzbachsiedlung

Bei der Pogromnacht 1938 wurde die Synagoge der Stadt zerstört. Bei der Wagner-Bürckel-Aktion am 22. Oktober 1940 wurden die letzten Angehörigen der seit dem 17. Jahrhundert bestehenden Jüdischen Gemeinde Neckarbischofsheim von der Gestapo verhaftet und in das Lager Gurs deportiert. Ab 1943 war die Produktion von Kronenmuttern für Flugzeugmotoren der Firma Kuntz und Weitbrecht aus Winterbach in Neckarbischofsheim ausgelagert.
Ab September 1944 befand sich in Neckarbischofsheim ein Unterkommando des KZ Neckarelz, ein Außenlager des KZ Natzweiler. Hierzu wurden im Wiesental mehrere Unterkunfts- und Wirtschaftsbaracken errichtet. Ende März 1945 wurde das Lager aufgelöst, die Gefangenen erst nach Neckarelz und weiter nach Dachau verbracht. Der Bahnhof Neckarbischofsheim-Nord wurde wegen seiner kriegswichtigen Bedeutung aufgrund der nahen Heeresmunitionsanstalt in Siegelsbach und Obergimpern wiederholt zum Ziel von Tiefflieger-Angriffen.
1939 wurden 1316 Einwohner gezählt, Ende 1945 waren es 1916. Mit Ende des Zweiten Weltkrieges kamen fast 900 Heimatvertriebene und Flüchtlinge, die Arbeit und Unterkunft suchten, in die Stadt. Durch die Ansiedlung mehrerer Industriebetriebe und eine intensive Bautätigkeit gelang es im Laufe der Jahre, diese Aufgabe zu bewältigen.
Ab November 2017 wurden vom Künstler Gunter Demnig Stolpersteine zur Erinnerung an die Opfer des Nationalsozialismus verlegt.

### Zweite Hälfte des 20. Jahrhunderts

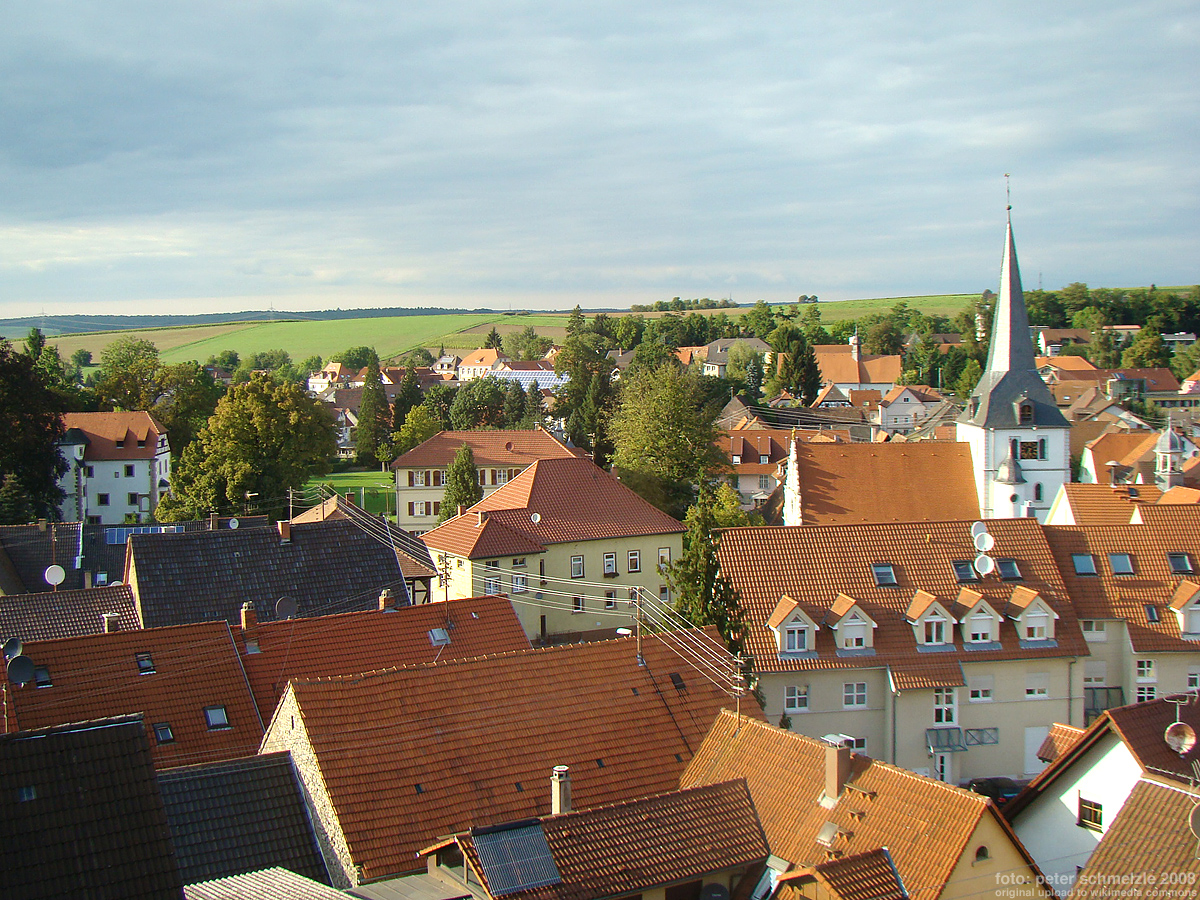
Blick über die historische Ortsmitte von Neckarbischofsheim

Im Januar 1946 errichtete die Firma Franz Derscheid aus Mannheim in den früheren Wirtschafts- und Verwaltungsbaracken des KZ-Unterkommandos beim Nordbahnhof ein Sägewerk, für das im Jahr 1947 ein Anschlussgleis gebaut wurde. In dem Barackenlager wurden viele der fast 900 Heimatvertriebenen untergebracht und aus ihm entwickelten sich der Waibstadter Ortsteil Bernau und die zu Neckarbischofsheim gehörende Schwarzbachsiedlung. 1948 wurde die Reiners Festhalle errichtet, die später (bis zu deren Abriss 2014) als Stadthalle diente.
Weitere Firmengründungen der Nachkriegszeit sind eine Schwingquarz-Fabrik, eine Strumpffabrik und eine Kartonagenfabrik, die bis 1988 zusammen 650 von damals rund 1400 Arbeitsplätzen der Stadt boten. Bis 1967 gab es auch eine Landwirtschaftsschule in Neckarbischofsheim. 1966 starb die Neckarbischofsheimer Linie der Adelsfamilie von Helmstatt aus und viele ihrer Besitztümer wurden in den Folgejahren von der Stadt erworben.
Bei der Auflösung des Landkreises Sinsheim Ende 1972 kam Neckarbischofsheim mit Helmhof und dem am 1. Januar 1971 eingemeindeten Untergimpern zum neu geschaffenen Rhein-Neckar-Kreis. Infolgedessen wurden Amtsgericht, Forstamt und Krankenhaus aufgelöst und der Notariatsbezirk verkleinert.
Von 1976 bis 1998 fand eine umfassende Sanierung des Ortskerns statt. 1994 wurde die Stadt jedoch vom sogenannten Jahrtausendhochwasser heimgesucht, so dass weitere Sanierungsmaßnahmen nötig wurden.

## Religion
44 % der Einwohner sind evangelisch, 32 % katholisch. Die Evangelischen Kirchengemeinden in Neckarbischofsheim (Stadtkirche St. Salvator und Totenkirche), Helmhof und Untergimpern gehören zum Kirchenbezirk Kraichgau der Evangelischen Landeskirche in Baden. Die Pfarreien Maria Königin (Neckarbischofsheim) und St. Josef (Untergimpern) gehören zur Seelsorgeeinheit Waibstadt im Dekanat Kraichgau des Erzbistums Freiburg.

## Politik

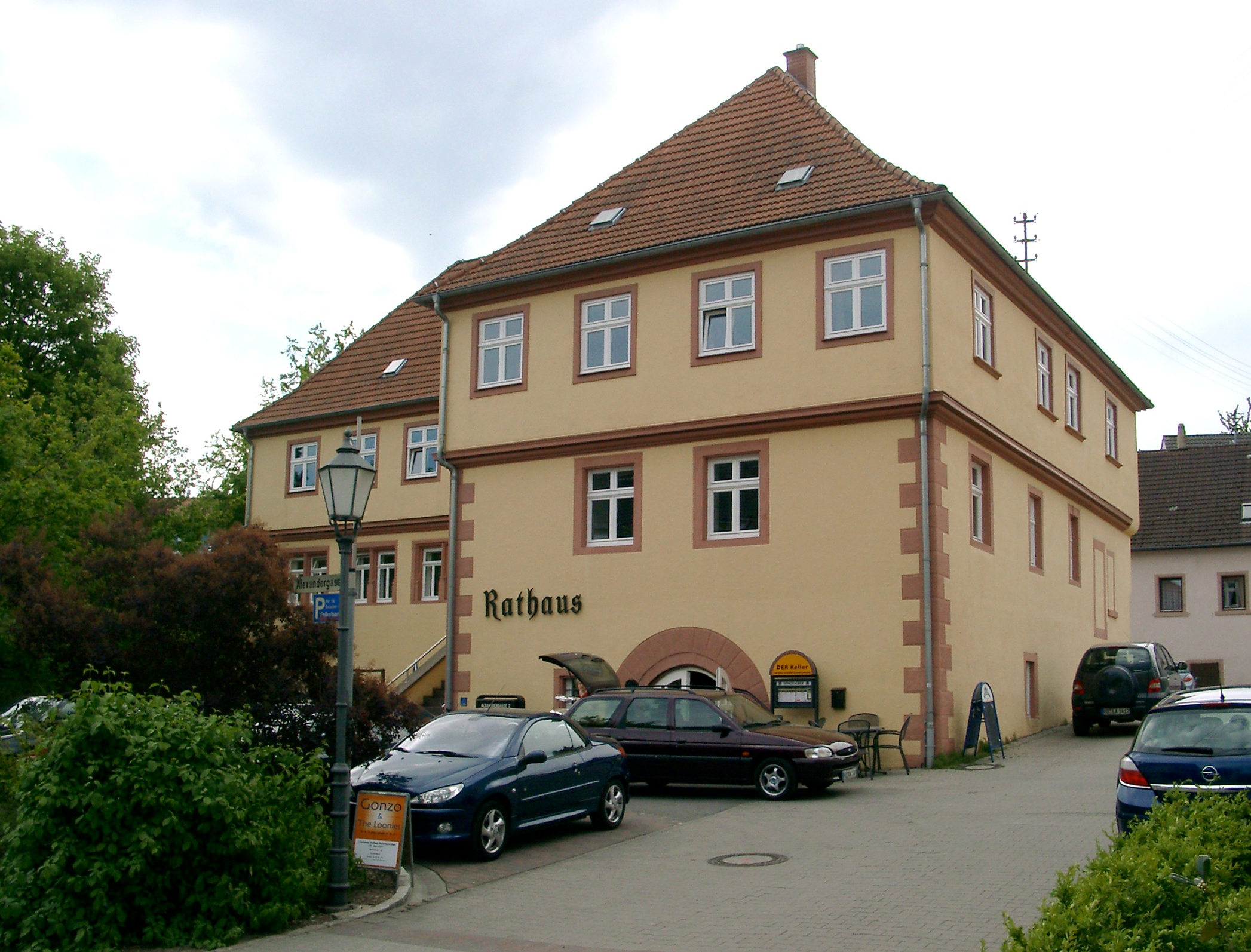
Das Alexanderschloss ist seit 1997 Rathaus von Neckarbischofsheim

### Verwaltungsverband
Die Gemeinde gehört dem Gemeindeverwaltungsverband Waibstadt an.

### Gemeinderat
In Neckarbischofsheim wird der Gemeinderat nach dem Verfahren der unechten Teilortswahl gewählt. Diese garantiert den Ortsteilen eine festgelegte Anzahl von Sitzen. Aus der Kernstadt Neckarbischofsheim kommen zehn Gemeinderäte, aus den Ortsteilen Helmhof und Untergimpern kommen je zwei Räte. Der Gemeinderat hat normalerweise 14 Mitglieder. Dabei kann sich die Zahl der Gemeinderäte durch Überhangmandate (Ausgleichssitze) verändern. 2024 besteht er aus 15 gewählten ehrenamtlichen Gemeinderäten und dem Bürgermeister als Vorsitzendem. Der Bürgermeister ist im Gemeinderat stimmberechtigt. 
Die Kommunalwahl am 9. Juni 2024 führte zu folgendem Ergebnis.
| FWV und SPD          | 55,51 %, 8 Sitze |
| Aktive Liste und CDU | 44,49 %, 7 Sitze |

Die Wahlbeteiligung lag bei 61,27 %.

### Bürgermeister
Bei der Bürgermeisterwahl im Mai 2020 setzte sich Thomas Seidelmann gegen die Amtsinhaberin Tanja Grether durch. Er trat das Amt am 1. August 2020 an.
- 1949–1974: Albert Kumpf
- 1974–1990: Günter Burkhardt
- 1990–2004: Rolf Geinert (SPD)
- 2004–2012: Hans-Joachim Vogt
- 2012–2020: Tanja Grether
- seit 2020: Thomas Seidelmann

### Wappen
Die Blasonierung des Wappens lautet: In Silber auf grünem Boden stehend ein Bischof mit silberner Albe, rotem Mantel mit silbernem Kragen und goldener Schließe, golden bordierter roter Mitra und schwarzen Schuhen, in der Rechten einen schräglinken goldenen Krummstab mit der Krümme nach links haltend, in der Linken ein aufgeschlagenes goldenes Buch haltend.
Das Wappen geht zurück auf ein Gerichtssiegel aus dem Jahr 1766, das redend auf den Ortsnamen verwies. Die heutigen Farben wurden erst 1950 festgelegt, zeitgleich mit der Wiederverleihung der Stadtrechte, die in den 1930ern entzogen worden waren.
Die Flagge ist Rot-Weiß und wurde 1963 vom Innenministerium verliehen.

### Städtepartnerschaften
Neckarbischofsheim unterhält seit 1971 eine Partnerschaft mit der französischen Stadt La Chapelle-Saint-Luc (Département Aube) und seit 1992 mit der russischen Stadt Pereslawl-Salesski.

### Einwohnerentwicklung
Am 26. Januar 1859 zählte die Badische Volkszählung 2010 Einwohner, davon 1683 evangelische, in 392 Familien. Die Vermehrung seit 1855 betrug damit 63.
Am 1. Juni 2017 zählte Neckarbischofsheim mit den Stadtteilen Helmhof und Untergimpern insgesamt 4058 Einwohner (Neckarbischofsheim 2903, Helmhof 584, Untergimpern 571).

## Kultur und Sehenswürdigkeiten

### Museen
Neckarbischofsheim verfügt über ein Heimatmuseum im Fünfeckigen Turm und eines im Alten Schloss, das vom örtlichen Verein für Heimatpflege betreut wird. 

### Baudenkmäler

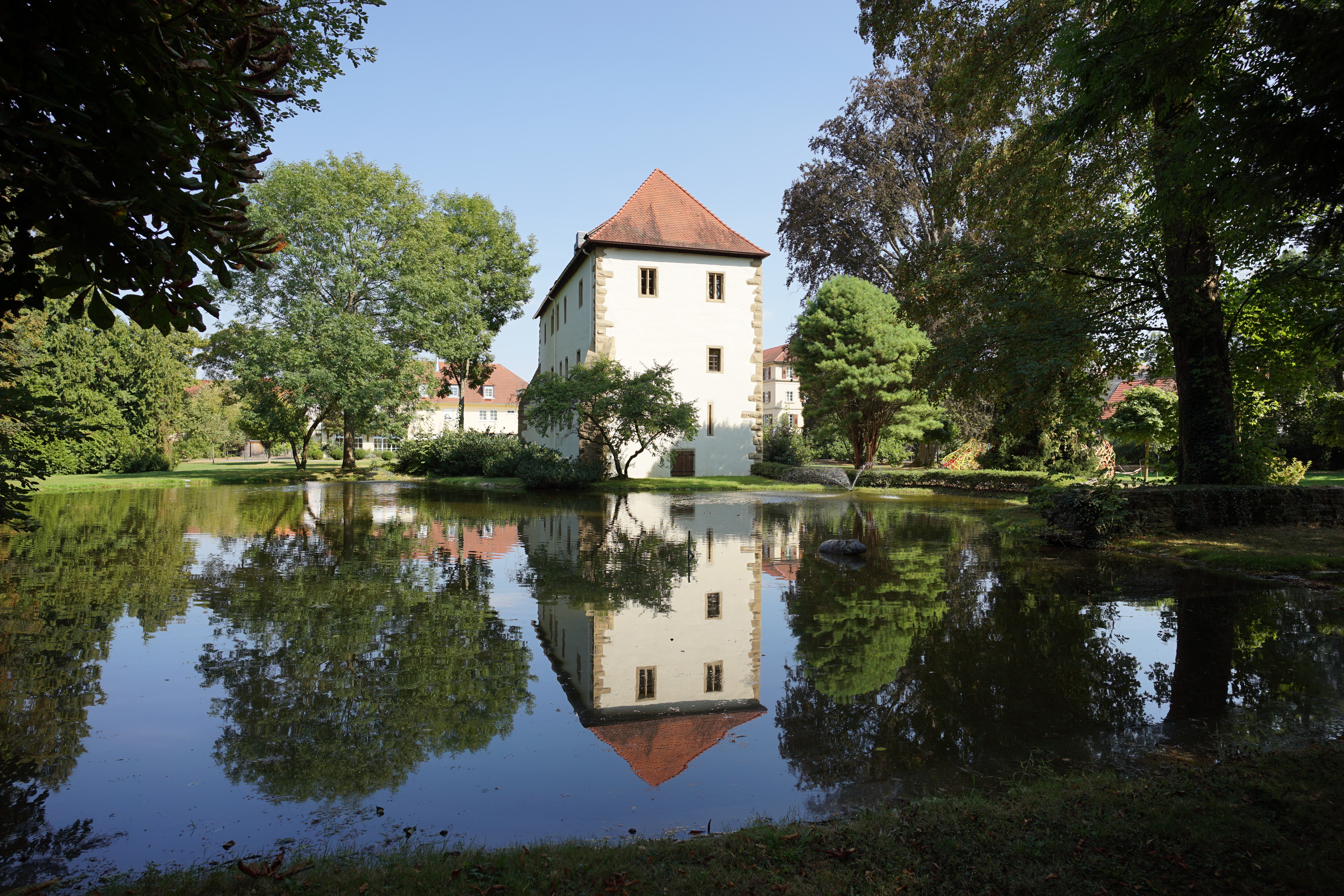
Das Alte Schloss liegt direkt am Schlossteich

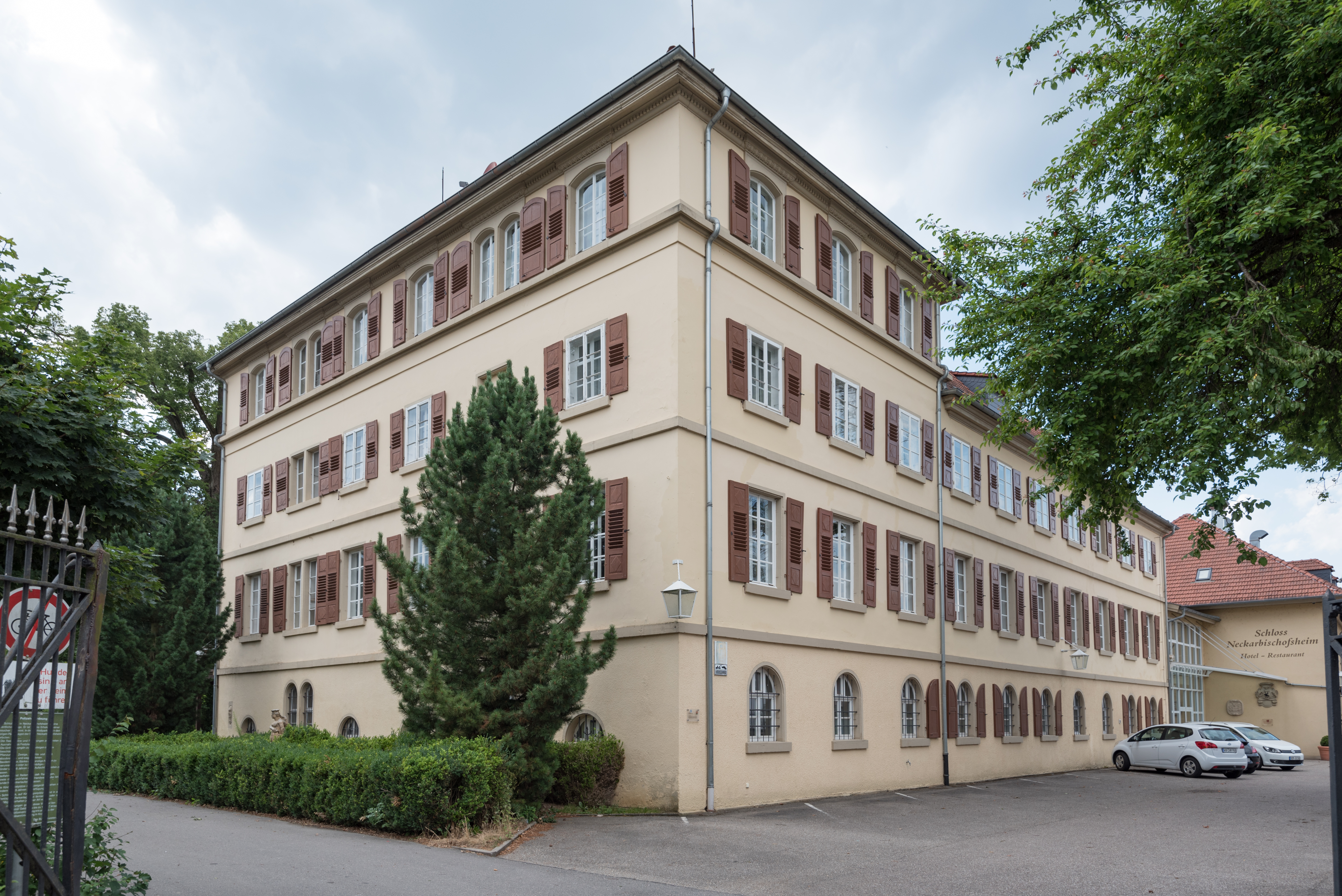
Das Neue Schloss

Über die Jahrhunderte hinweg haben sich in Neckarbischofsheim eine Reihe sehenswerter Baudenkmäler und die Überreste einer mittelalterlichen Befestigungsanlage erhalten, die eine reiche geschichtliche Vergangenheit widerspiegeln:
- Das Alte Schloss geht auf die 1274 erwähnte Burg zurück und ist das älteste erhaltene Gebäude in Neckarbischofsheim. Es erhielt seine heutige Gestalt durch Umbauten unter Philipp von Helmstatt im 16. Jahrhundert. Besonders schmuckvoll am Äußeren sind das Helmstatt-Neippergsche Allianzwappen über dem Eingang zum Treppenturm sowie der Erker mit historischer Bleiverglasung. 1977 wurden im Rittersaal historische Wandmalereien aus dem 15. und 16. Jahrhundert freigelegt. Der Rittersaal wird inzwischen als Trauzimmer genutzt, in den restlichen Räumen des Gebäudes befindet sich ein Heimatmuseum. Von den einstigen Nebengebäuden des Alten Schlosses ist nichts mehr erhalten, lediglich ein renaissancezeitliches Prachttor von 1590, das den Bildhauern Adam Wagner oder Jakob Müller aus Heilbronn zugeschrieben wird, befindet sich noch im Schlosspark.
- Neben dem Alten Schloss entstand vermutlich im späten 14. Jahrhundert im Bereich der damaligen Vorburg das Neue Steinhaus, das später um Seitenflügel ergänzt, dann jedoch 1829 abgerissen und durch das heutige Neue Schloss ersetzt wurde, in dem sich seit September 2001 ein Hotel befindet.
- Das Alexanderschloss wurde 1545 erstmals erwähnt und ist das jüngste der drei Neckarbischofsheimer Schlösser. Das Haus war im 19. und 20. Jahrhundert Amtshaus, Haushalts- und Landwirtschaftsschule, später Niederlassung der Raiffeisengenossenschaft. Seit 1997 ist es das Rathaus der Stadt.

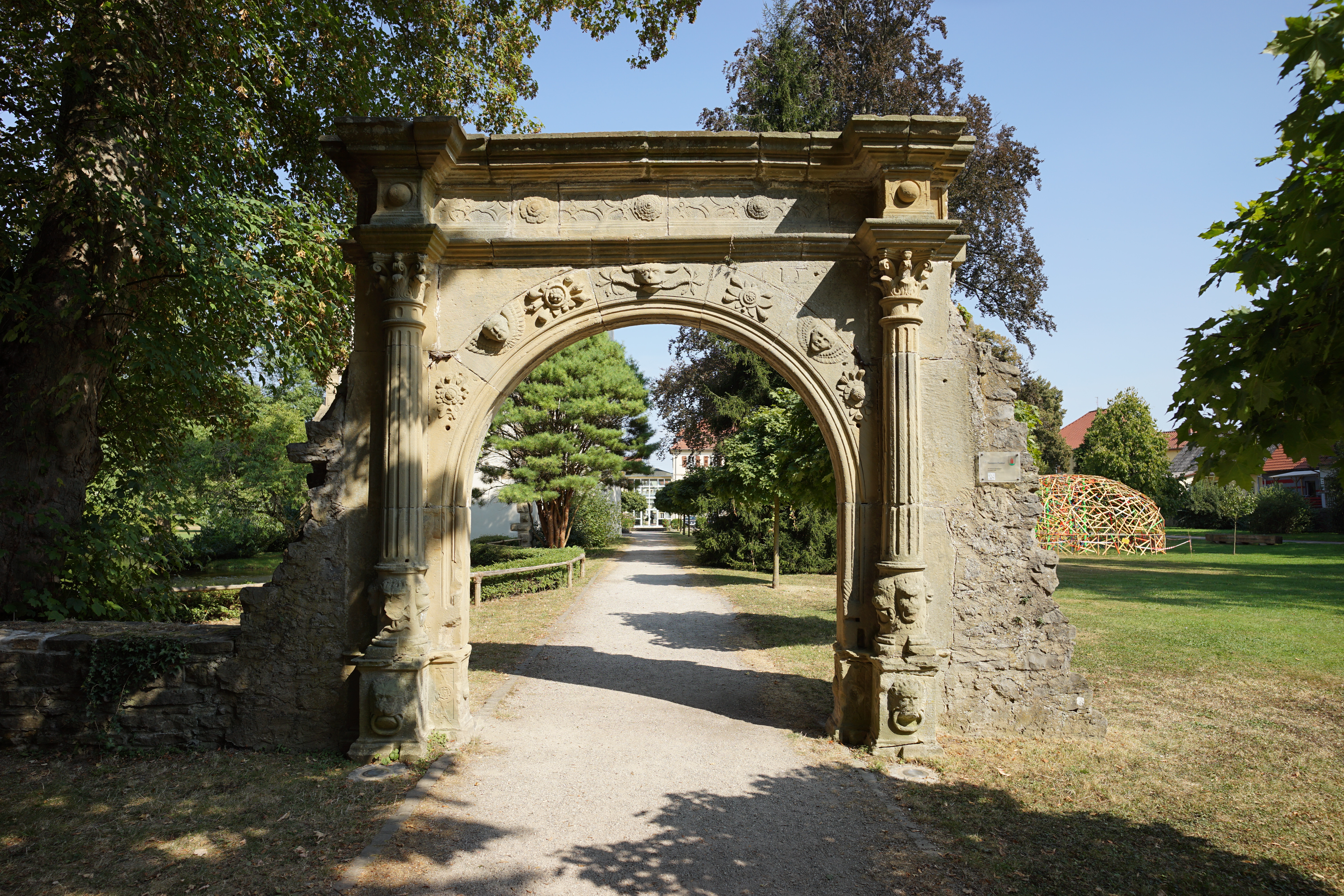
Prachttor im Schlosspark
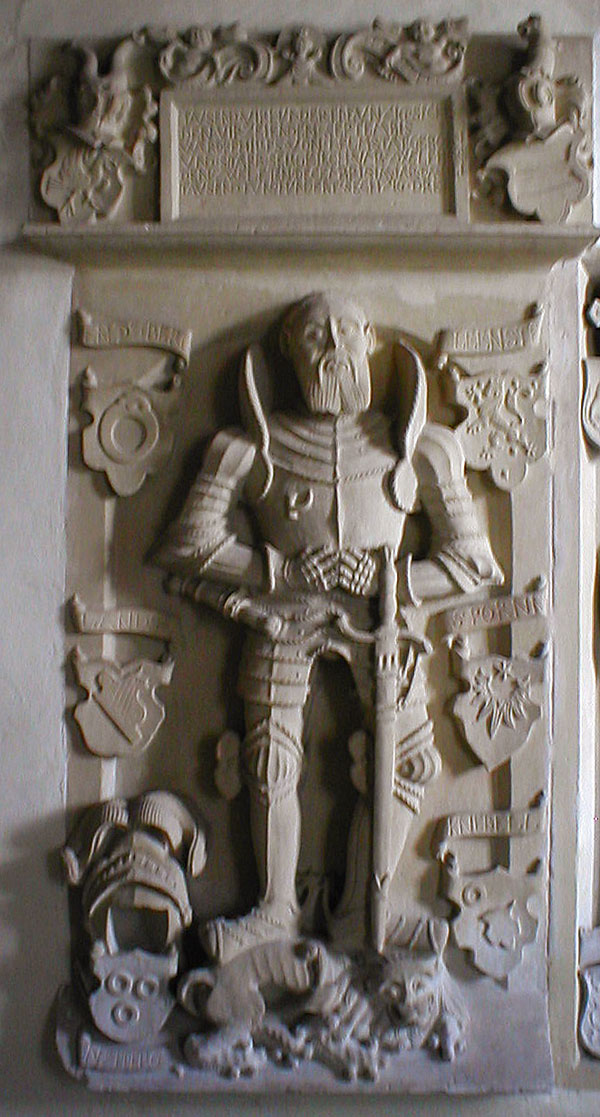
Helmstatt-Epitaph
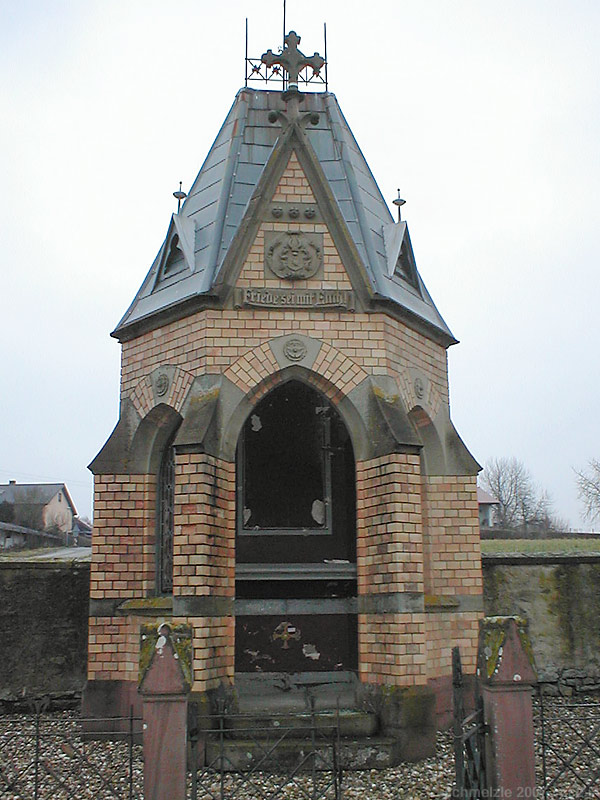
Grabkapelle

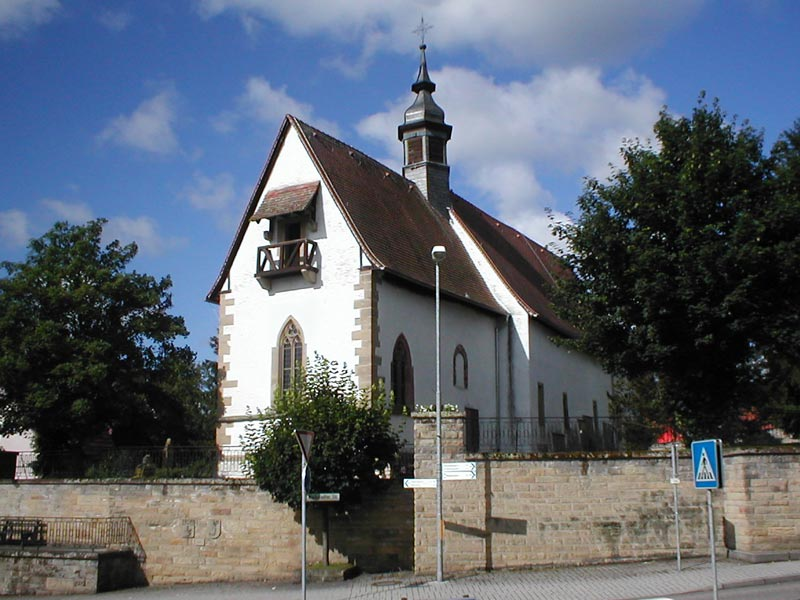
Totenkirche

- Die Neckarbischofsheimer Totenkirche ist die seit dem 14. Jahrhundert belegte ursprüngliche Pfarrkirche des Ortes, in der sich über 40 historische Grabmäler der Herren von Helmstatt befinden. Auf dem neuen Friedhof befindet sich außerdem die Helmstattkapelle.
- Von der mittelalterlichen Stadtbefestigung mit Mauern, Stadttoren und mehreren Türmen kündet heute im Wesentlichen nur noch der fünfeckige Hohe Turm, der 1448 im Zuge der zweiten Erweiterung der Stadt errichtet und 1726 in seine heutige Form umgebaut wurde. Zeitweilig diente der Turm als Stadtgefängnis.
- Die Stadtmauer, zwei weitere Türme und einige Stadttore sind noch anhand von Mauerresten nachweisbar. Am Stadtgraben außerhalb der Stadtmauer befand sich am Platz der einstigen Stadtmühle die Synagoge der jüdischen Gemeinde, die 1938 zerstört wurde und an die heute eine Gedenktafel und eine bronzene Menorah erinnern.

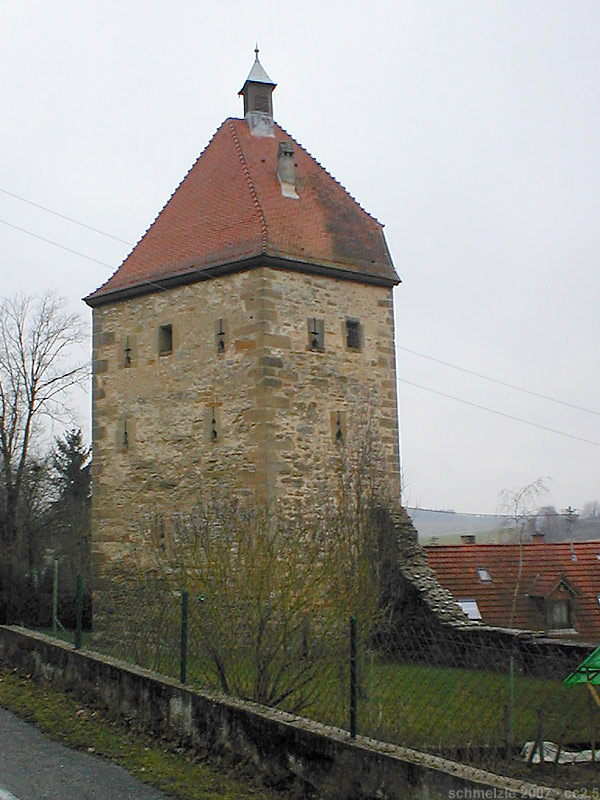
Hoher Turm, Außenseite mit Schießscharten
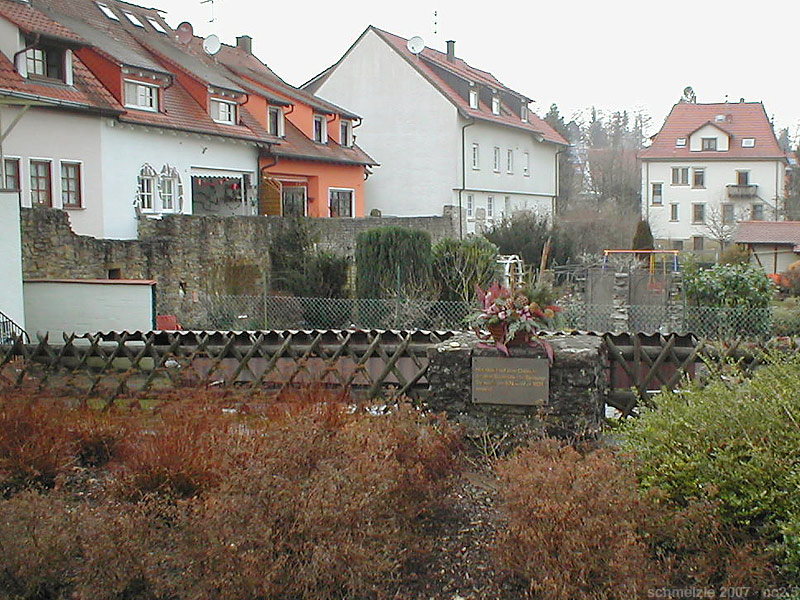
Synagogen-Gedenktafel vor Resten der Stadtmauer
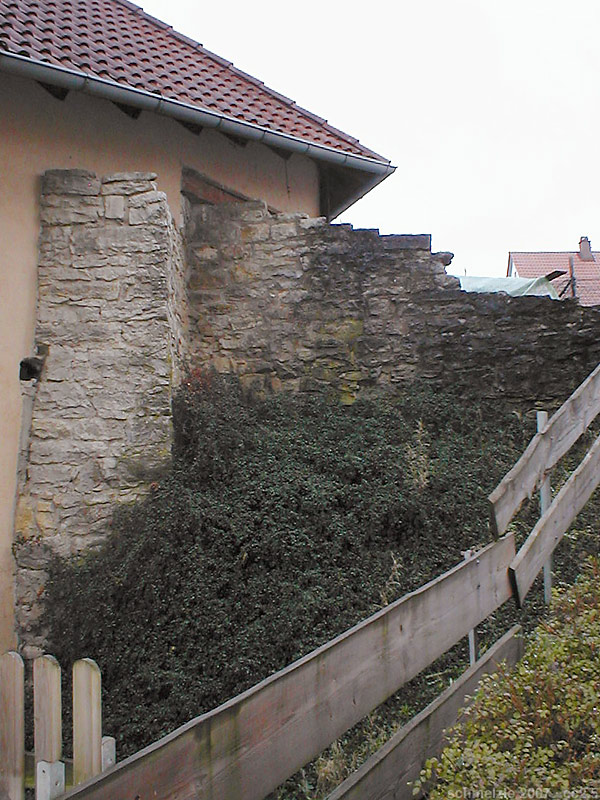
Mauerrest eines Stadtturms

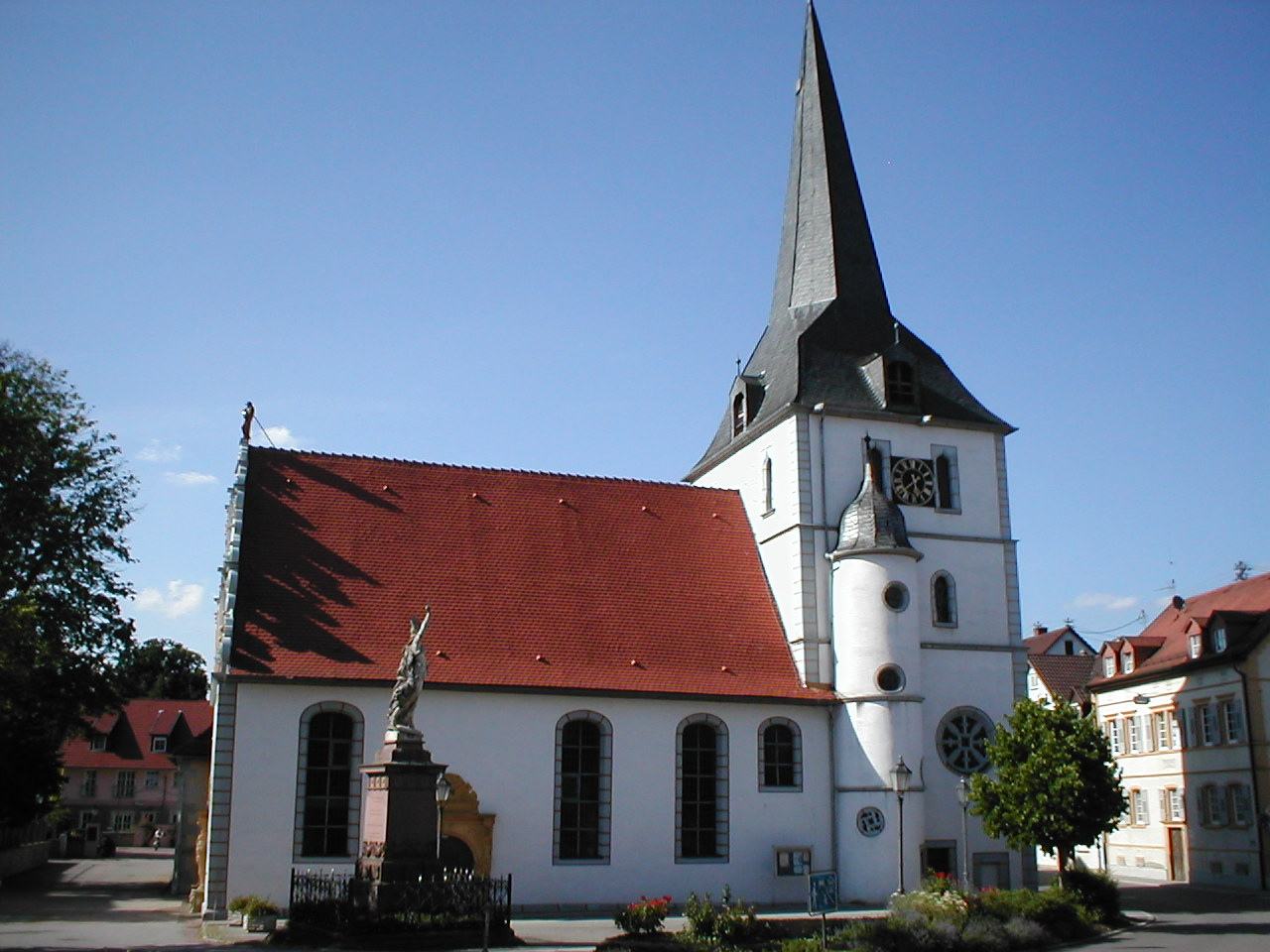
Stadtkirche St. Salvator

- Die evangelische Stadtkirche St. Salvator geht auf eine Marienkapelle von 1386 zurück, wurde 1543 um den Turm erweitert und erhielt ihr Langhaus 1610 bis 1612. Nach dem Neubau des Langhauses wurde die Kirche als templum salvatoris (Erlöserkirche) bezeichnet und zur Pfarrkirche erhoben. Bemerkenswert sind die drei renaissancezeitlichen Schmuckportale und die schmuckvolle Alabasterkanzel im Inneren. Das benachbarte evangelische Pfarrhaus ist das Geburtshaus und die spätere Wirkungsstätte des Heimatdichters Adolf Schmitthenner.
- Die katholische Kirche Maria-Königin wurde 1955 vollendet. Bis zu ihrem Bau waren katholische Messen in der Totenkirche gelesen worden, diese wurde jedoch für die nach dem Zweiten Weltkrieg angewachsene Gemeinde zu klein.
- Die Neuapostolische Kirche ist ebenfalls ein Bauwerk jüngeren Datums.

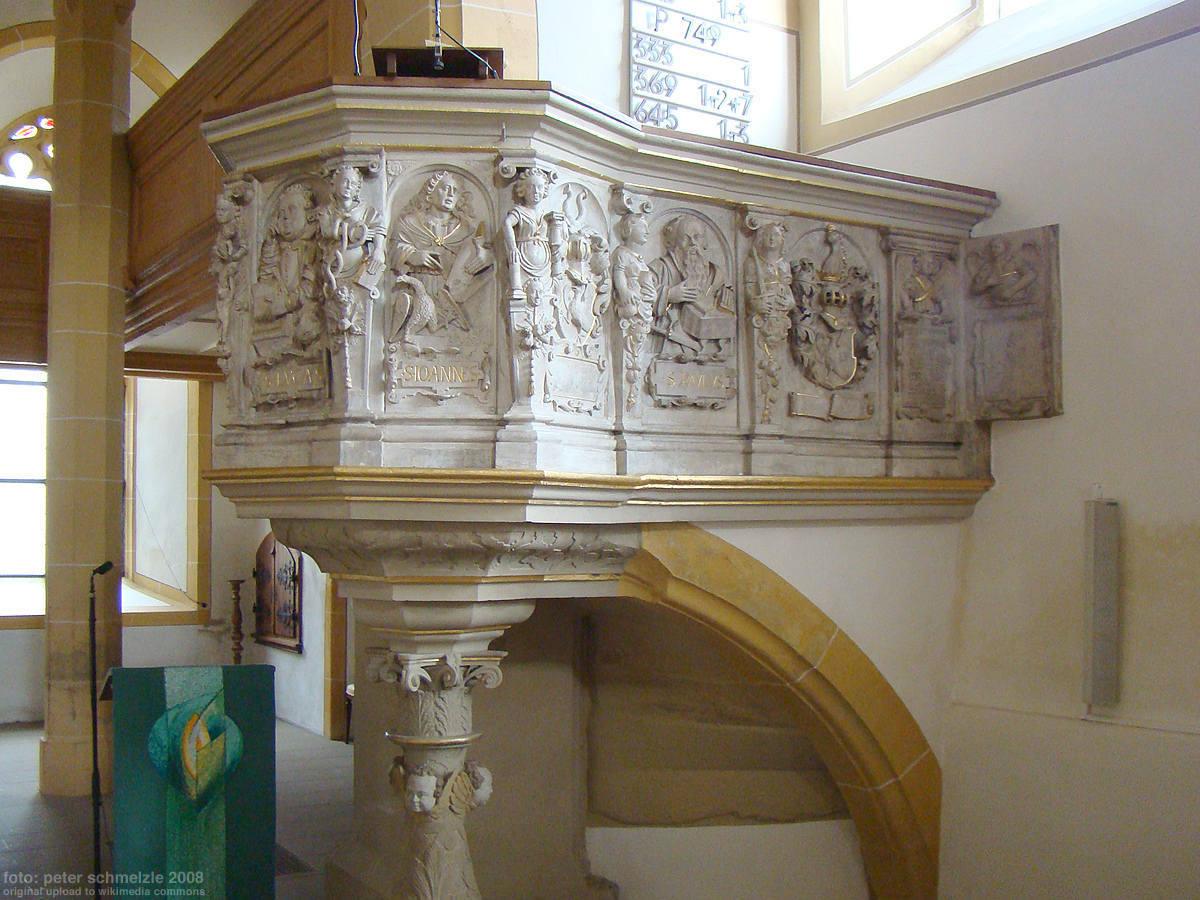
Kanzel von St. Salvator
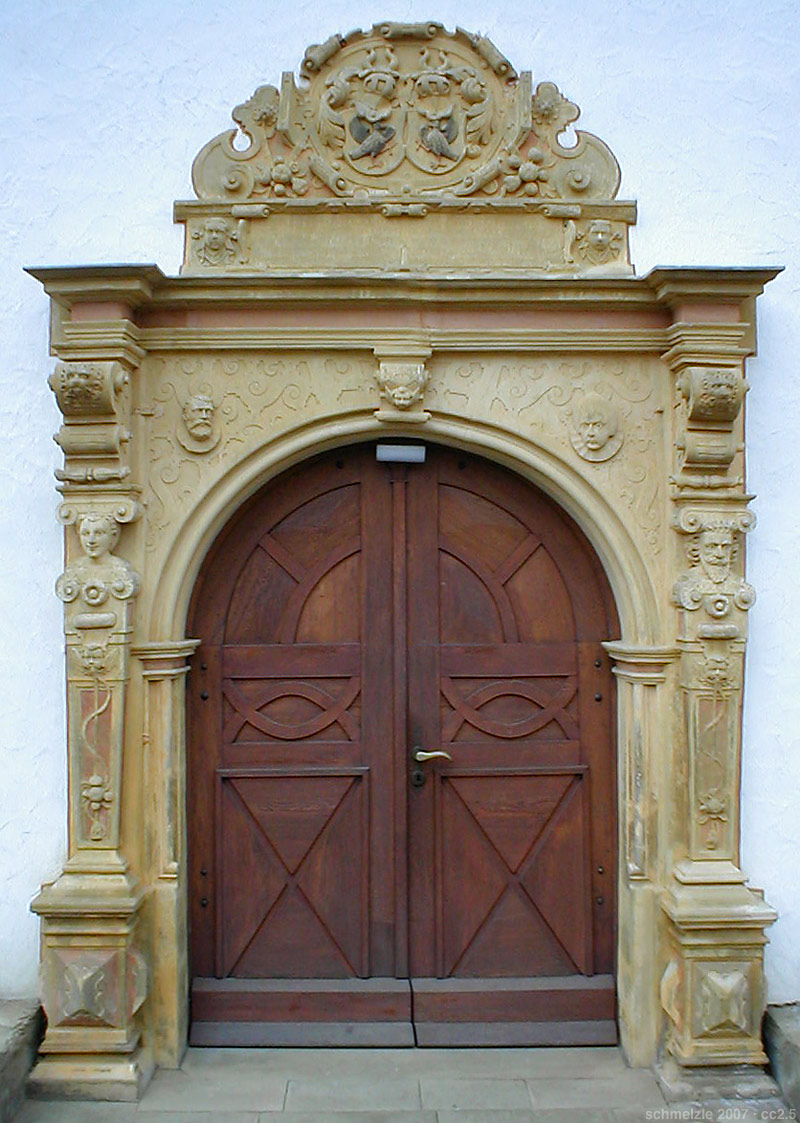
Südportal St. Salvator
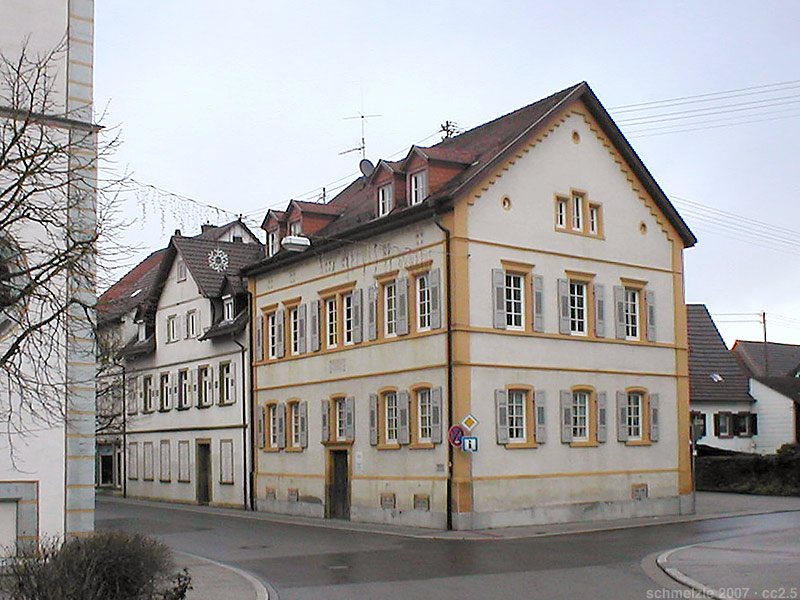
Evang. Pfarrhaus

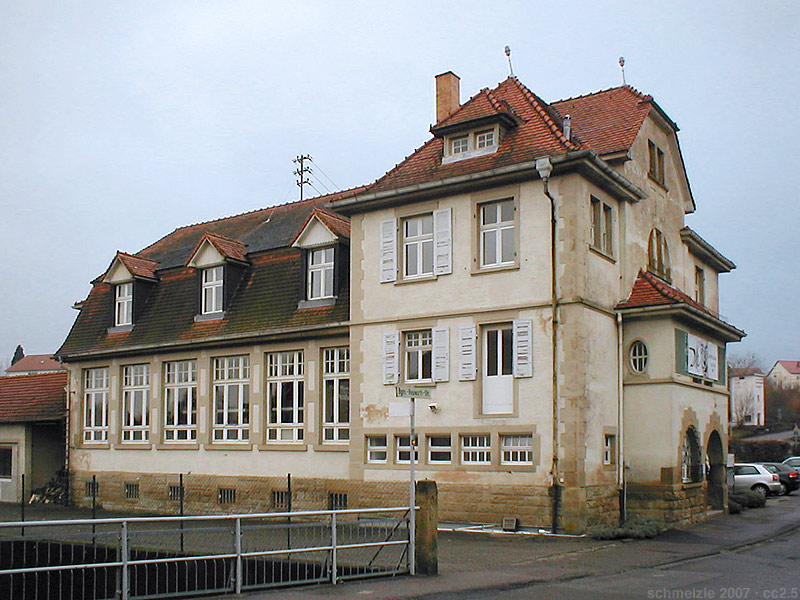
Goldfabrik

- Die Zehntscheune neben der Stadtkirche wurde 1570 erbaut und ist seit einer Sanierung 1989 evangelisches Gemeindehaus.
- Das Alte Rathaus, erbaut 1843, war Rathaus der Stadt bis 1997.
- Jakobsbrunnen aus dem 16. Jhd., renoviert 1831.
- Rentamthaus, erbaut 1577, renoviert 1797.
- Gasthaus Zum Löwen, Fachwerkbau aus dem 16. Jahrhundert
- Bezirksamtsgebäude, erbaut 1825, heute Apotheke
- Die Goldfabrik ist ein Fabrikgebäude im Jugendstil, das 1910/11 von einer Pforzheimer Schmuckwarenfirma erbaut und ab 1937 von einer Bilderleistenfabrik genutzt wurde.

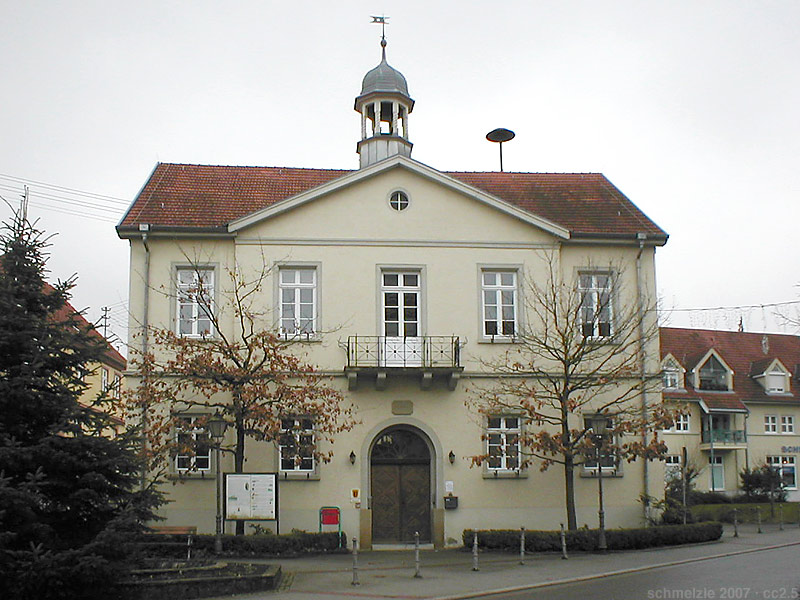
Altes Rathaus
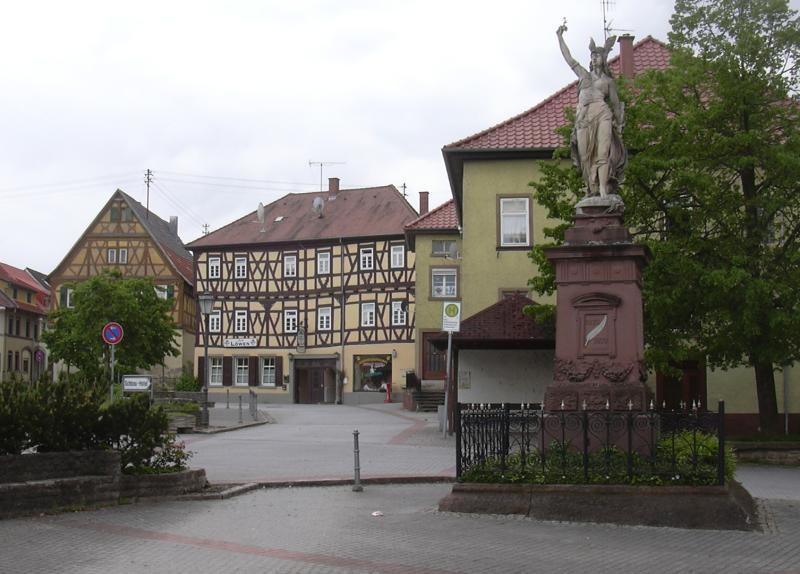
Marktplatz mit hist. Fachwerkhaus
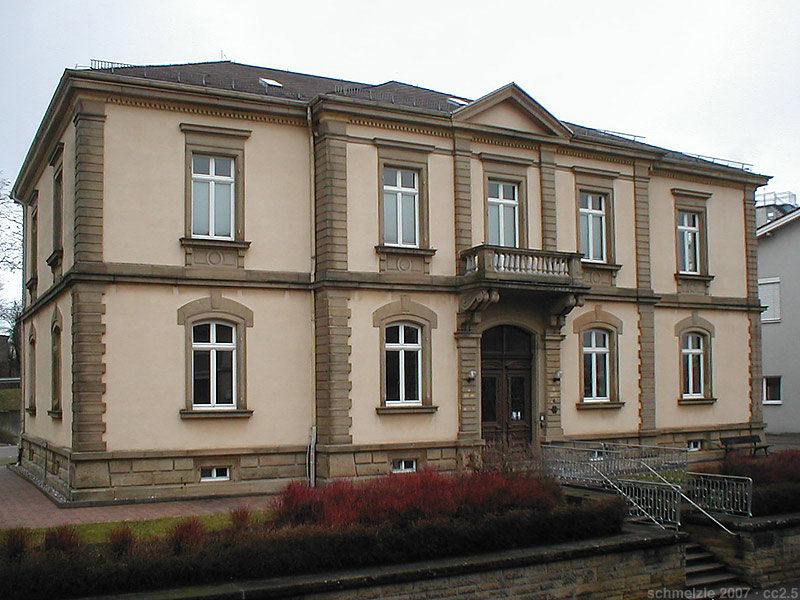
Historisches Gebäude

In den Ortsteilen befinden sich auch mehrere Baudenkmäler, darunter in Helmhof eine Kirche aus dem Jahr 1892 und in Untergimpern die dortigen historischen evangelische und katholische Kirche sowie ein von 1807 bis 1883 als Synagoge genutztes Gebäude.

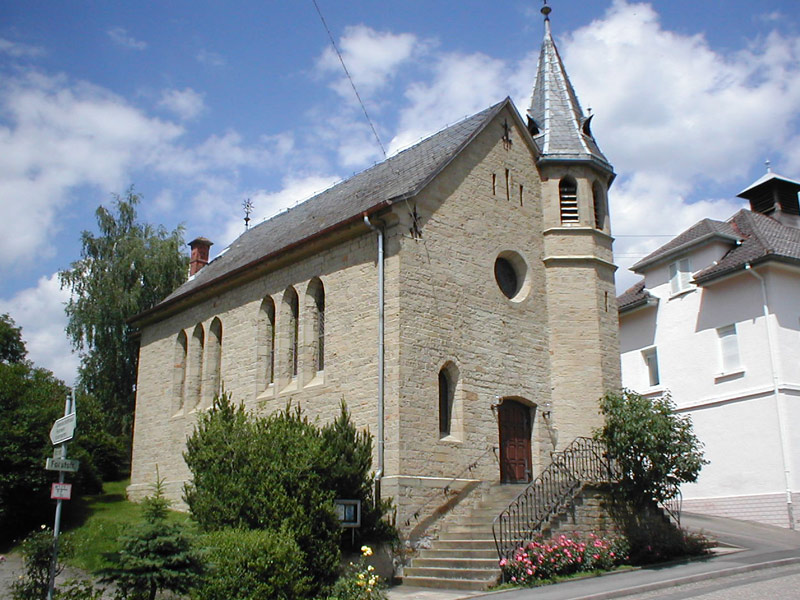
Kirche in Helmhof
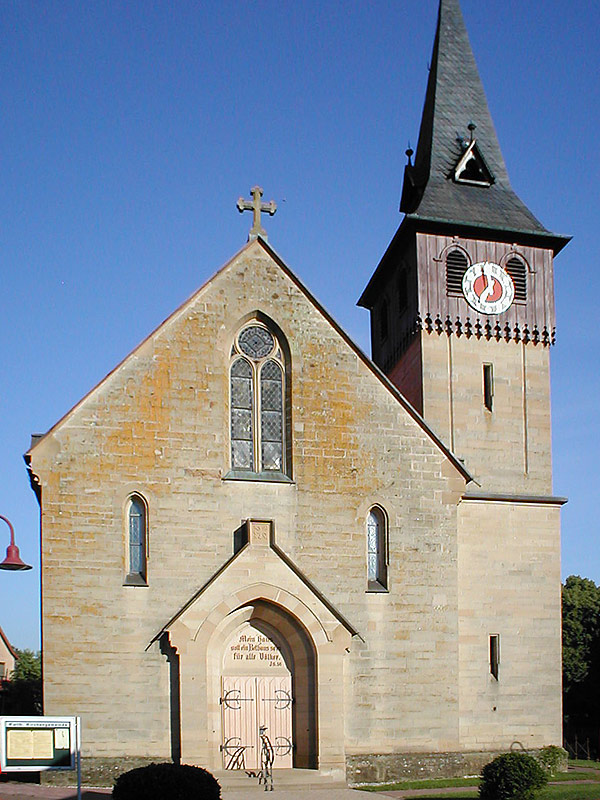
Katholische Kirche Untergimpern
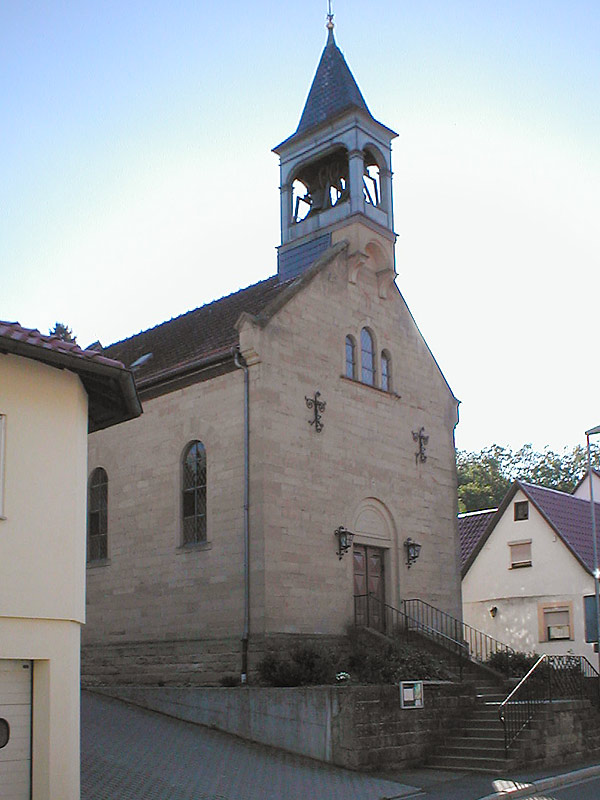
Evangelische Kirche Untergimpern

### Freizeit
Die ausgedehnten Wälder, die oft bis dicht an die Stadt heranreichen, laden auf gut ausgebauten Wegen zu Spaziergängen ein. Das inmitten des 600 ha großen Forstwaldes gelegene „Forsthaus“ ist ein lohnendes Ziel. Zur weiteren Freizeitgestaltung stehen ein Hallen- und ein vom Turnverein betriebenes Freischwimmbad, zwei Sportanlagen, eine Schieß- und Reitanlage sowie eine Kegelbahn zur Verfügung. Für die jüngsten Besucher gibt es mehrere Spielplätze. Einer davon als Abenteuerspielplatz im „Steinigten Bergwald“ mit Wanderparkplatz und Grillgelegenheit.

## Wirtschaft und Infrastruktur

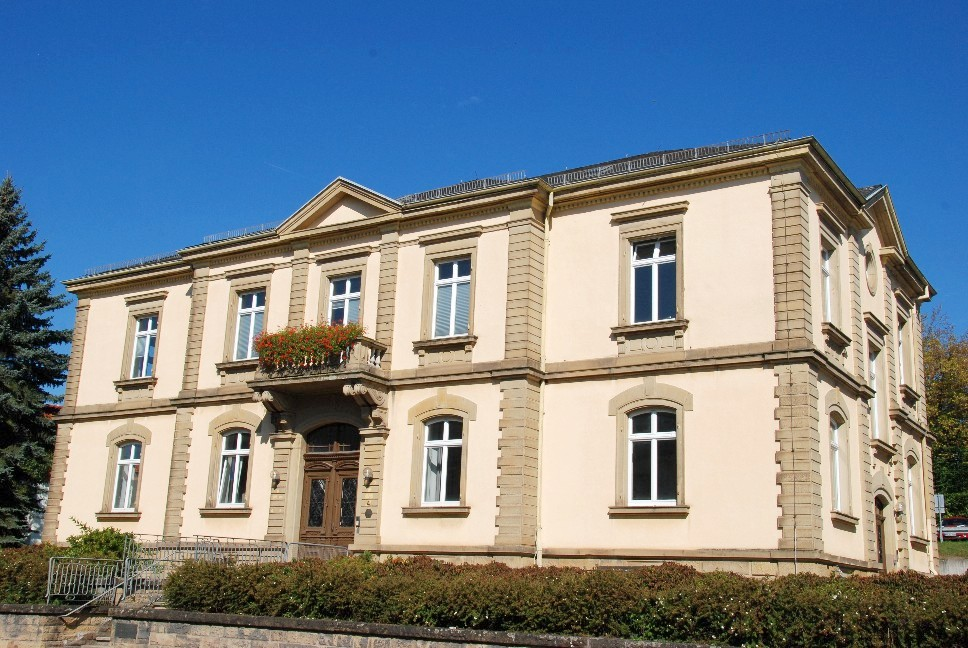
Ehemaliges Amtsgerichtsgebäude in Neckarbischofsheim. Heute Hauptsitz der KVG Quartz Crystal Technology GmbH.

### Wirtschaft
Neckarbischofsheim ist der Hauptsitz der 1919 gegründeten BENZ Baustoffe GmbH & Co. KG, die mit knapp 400 Mitarbeitern an mehreren Standorten in der Metropolregion Rhein-Neckar im Bereich Baustoffhandel und Transport tätig ist.
Mit der Gründung der Kristallverarbeitungsgesellschaft Neckarbischofsheim GmbH im Jahre 1946 begann die Geschichte zweier Weltmarktführer im Bereich der Herstellung von Schwingquarzen und hochpräziser Quarzoszillatoren im sogenannten „Kraichgau Quartz Valley“. Hieraus entstanden die KVG Quartz Crystal Technology GmbH und die 1974 gegründete Firma Telequarz (heute Microchip) in Untergimpern, welche zusammen in den 1980er Jahren über 1000 Mitarbeiter beschäftigten und bis heute zu den weltweit bedeutendsten Herstellern im Bereich Frequency Control Products gehören.

### Verkehr

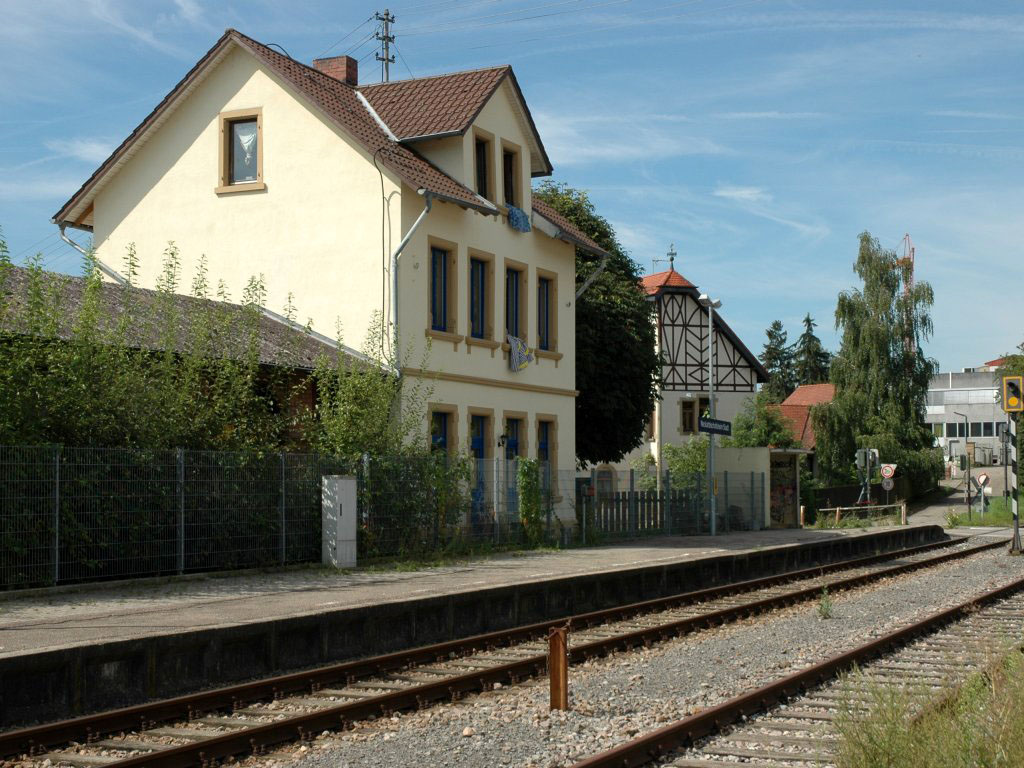
Ehemaliges Bahnhofsgebäude in Neckarbischofsheim Stadt (Juli 2009)

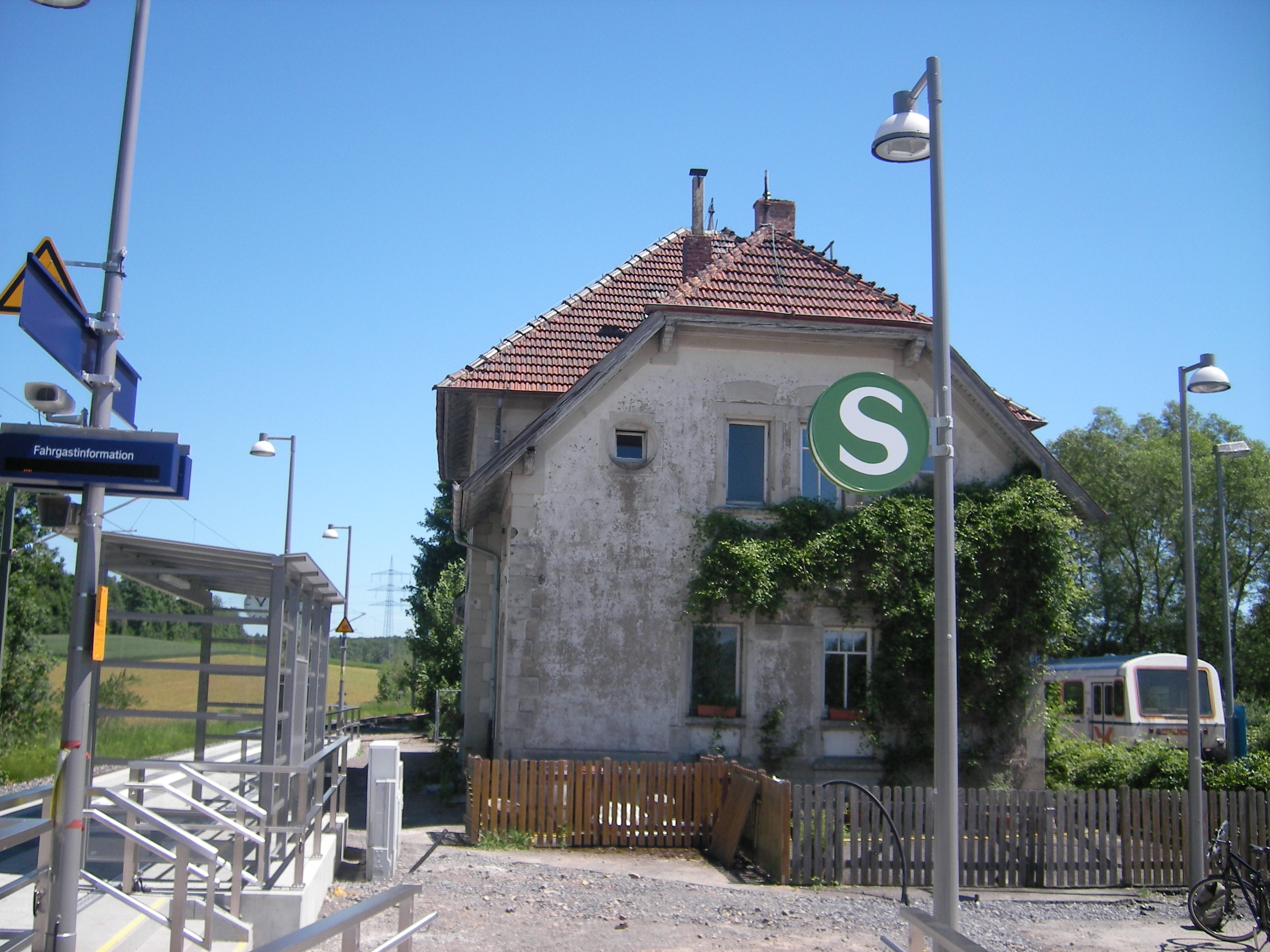
Bahnhof Neckarbischofsheim Nord

Bereits 1862 entstand die im Zuge der Badischen Odenwaldbahn Heidelberg–Würzburg die heutige Badische Schwarzbachtalbahn nach Aglasterhausen. 1887 wurde die Station Neckarbischofsheim Nord eröffnet; 1902 die Zweigstrecke nach Hüffenhardt. Auf dieser findet an Sonn- und Feiertagen von Mai bis September am Wochenende und in den Sommerferien auch mittwochs ein Ausflugsverkehr auf der Krebsbachtalbahn-Linie statt. Die Schwarzbachtalbahn ist mit der Linie S51 in das Netz der S-Bahn RheinNeckar eingebunden, wodurch umsteigefreie Verbindungen nach Heidelberg, Mannheim und teilweise Mainz bestehen.
Durch eine Alltagsradroute aus dem Radnetz Baden-Württemberg ist Neckarbischofsheim über Waibstadt und Meckesheim mit Neckargemünd und in der anderen Richtung über Helmstadt mit Mosbach verbunden. Die Route befindet sich im Nordwesten des Stadtgebiets.
Durch Neckarbischofsheim verläuft die Burgen-Tour Kraichgau-Stromberg, eine etwa 52 Kilometer lange regionale Radroute, die den Ort mit den Gemeinden Waibstadt und Rohrbach verbindet.
Über Sinsheim besteht ein Anschluss an die Bundesautobahn 6.

### Bildung
Neben drei kommunalen, einem evangelischen und einem privaten Kindergarten gibt es ein modernes Schulzentrum mit einer Grundschule (180 Schüler) sowie dem Adolf-Schmitthenner-Gymnasium (1200 Schüler) und zwei Turnhallen. Im Spätjahr 2012 siedelte sich außerdem die Fachschule für Sozialwesen (Johannes-Diakonie Mosbach) in Neckarbischofsheim an.

## Persönlichkeiten

### Ehrenbürger
- Paul Benz (seit 2002, verstorben)
- Peter Beisel (seit 2013; verstorben im April 2025)

### Söhne und Töchter der Stadt
- Karl Mayer (1786–1870), Dichter
- Jakob Koppel Bamberger (1785–1864), Rabbiner in Heidelberg u. Worms
- Christoph Trefurt (1790–1861), badischer Jurist und Politiker
- Louis Mayer (1791–1843), Landschaftsmaler
- August Mayer (1792–1812), Dichter der Schwäbischen Romantik
- Eduard von Kraus (1818–1899), preußischer Generalmajor
- Georg Pfeiffer (1825–1900), badischer Oberamtmann
- Adolf Schmitthenner (1854–1907), Pfarrer und badischer Heimatdichter
- Karl Ludwig Schmitthenner (1858–1932), Theologe, Prälat und Hofdekan
- Erich Gaertner (1882–1973), von 1927 bis 1945 Oberbürgermeister von Osnabrück
- Ludwig Paul Schmitthenner (1884–1963), badischer Kultusminister (NSDAP) und Professor der Wehrgeschichte und Politik
- Heinrich Schmitthenner (1887–1957), Geograph
- Ludwig Jesselson (1910–1993), Philanthrop und Geschäftsmann[10][11]
- Ruth Schwob-Bloch (1919–2012), Kunstmalerin
- Hans Benz (1921–1984), Heimatkundler
- Elke Brunnemer (* 1952), Politikerin (CDU), Landtagsabgeordnete (Baden-Württemberg)
- Thomas Schleh (* 1964), bekannt als Klubbingman, DJ und Dance-Produzent
- Axel Schock (* 1965), Autor
- Rouven Laur (1994–2024), Polizeibeamter